# Hooton 3 Car
Hooton 3 Car ist eine Punkband aus Großbritannien der 1990er Jahre. Ihre Mitglieder sind Graham Williams (Gitarre, Gesang), Chris Petty (Gitarre), Hywell Maggs (Bass) und Jon Jesson (Schlagzeug). Sie haben insgesamt drei Alben, mehrere Singles und eine Kompilation herausgebracht. Sie spielten auf drei Sessions bei John Peel am 26. März 1992, 23. Februar 1995 und 20. April 1997.

## Diskografie
- Spot Daylight (12", J-RSTR 001, JSNTGM/Rumblestrip, 1994)
- Danny (7", Out Of Step, 1995)
- Driver (7", Out Of Step 1995)
- Cramp Like A Fox (cd/lp, Out Of Step, 1996)
- Drone (7", WOOS 10S, Out Of Step)
- Carpetburn (7", DAMGOOD121, Damaged Goods, 1997)
- Monkey Mayor (cd/lp, Rumblestrip, 1997)
- Jesse split (7", DUMP043, Rugger Bugger/Rumblestrip, 1997)
- Lovemen split (7", snuff-030, Snuffy Smile, 1997)
- Screaming Fat Rat split (7", snuff-038, Snuffy Smile, 1998)
- By Means Of Maybe (cd/lp, Rumblestrip, 1998)
- Recordings 1994–1998 (Crackle 016, Crackle!, 2003)